# Afa Anoaʻi Jr.
Afa Anoaʻi Jr. (ur. 6 października 1984 w Allentown, Pensylwania) – amerykański wrestler i promotor wrestlingu samoańskiego pochodzenia, znany również pod pseudonimem ringowym jako Manu. Członek wielopokoleniowej rodziny zawodowych zapaśników – rodziny Anoaʻi.

## Życiorys

### Początki kariery w sporcie – szkoła średnia, studia i debiut w wrestlingu
Uczęszczał do szkoły średniej Freedom High School w Bethlehem Township, w stanie Pensylwania – tam też należał do związku sportowego Eastern Pennsylvania Conference gdzie grywał w futbol amerykański (grał na pozycji defensive lineman) oraz trenował zapasy. Sukcesy jakie odnosił w futbolu amerykańskim umieściły go w gronie 100 najlepszych futbolistów w Stanach Zjednoczonych za listą sporządzoną przez analityka sportowego Toma Lemminga. Następnie uczęszczał do college’u Fork Union Military Academy, a w 2003 wystąpił w meczu All-American Bowl (mecz gwiazd futbolu amerykańskiego na poziomie uniwersyteckim w Stanach Zjednoczonych). Studiował na University of Connecticut nadal grywając w futbol amerykański.
Jeszcze jako nastolatek rozpoczął treningi w wrestlingu u boku swojego ojca Afy Anoaʻi Sr. oraz starszych braci Lloyda (L.A. Smootha) i Samu. Jako wrestler zadebiutował pod koniec sierpnia 1998 w wieku 14 lat wygrywając battle royal match podczas house show w Austrii.

### Regularne występy w World Xtreme Wrestling (1998 – 2006)
Tuż po swoim debiucie w Europie, Afa Anoaʻi Jr. rozpoczął regularne występy w rodzimej federacji World Xtreme Wrestling (WxW) założonej przez jego ojca. Wraz z braćmi Lloydem i Samu utworzył samoańską stajnię wrestlerów o nazwie Sons of Samoa. W ramach promocji WxW zdobył sześć różnych mistrzostw.

### World Wrestling Entertainment (2006 – 2009)
W październiku 2006 Afa Anoaʻi Jr. został zaproszony na tryout do federacji World Wrestling Entertainment (WWE), a następnie skierowano go na treningi do promocji rozwojowej podległej WWE – Deep South Wrestling (DSW). Miesiąc później podpisał kontrakt i zaczął regularne występy w Deep South Wrestling. W DSW występował w stajni o nazwie Urban Assault wraz z Sonny’m Siaki, Erickiem Perezem i G-Rillą. Kolejno przeszedł do Florida Championship Wrestling (FCW) gdzie stanowił tag team z Sonny’m Siaki o nazwie Samoan Fight Club. W FCW zdobył tytuł FCW Southern Heavyweight Championship pokonując Davey Boy Smith Jr’a. W 2007 został po raz kolejny przekierowany do występów w Ohio Valley Wrestling (OVW) gdzie stworzył tag team z Mattem Anoaʻi.
W listopadzie 2007 po raz pierwszy zadebiutował w WWE w programie WWE Heat pod pseudonimem Mai Tai Anoaʻi. W marcu 2008 został zawieszony na okres 30 dni za pogwałcenie polityki zdrowotnej federacji WWE. We wrześniu 2008 został włączony w skład rosteru WWE pod nowym gimmickiem jako Manu. Występował u boku Cody’ego Rhodesa i Ted DiBiase Jr’a. – tym samym sprzymierzając się ze stajnią The Legacy. Pod koniec grudnia 2008 Manu przegrał walkę z ówczesnym ECW Championem Mattem Hardy przez co został wyrzucony z The Legacy przez przywódcę tej frakcji – Randy’ego Ortona – był również atakowany przez Cody’ego Rhodesa i Sima Snukę. W dniu 23 lutego 2009 został zwolniony z WWE.

### Scena niezależna, dalsza kariera w wrestlingu (2009 – obecnie)
Po zwolnieniu z WWE Afa Anoaʻi Jr. powrócił do rodzinnej promocji World Xtreme Wrestling gdzie m.in. odtworzył drużynę Sons of Samoa z Samu. Przez kolejne lata pojawiał się na scenie niezależnej w Europie (Belgian Catch Wrestling Federation) i w Stanach Zjednoczonych (NWA Dawg Pound). W 2013 występował w World Wrestling Council (WWC), a w 2014 w Regional Championship Wrestling, Pennsylvania Premiere Wrestling (PPW) oraz w małych promocjach podległych National Wrestling Alliance (NWA).
W 2015 założył własną szkołę i promocję wrestlingu na scenie niezależnej o nazwie Battlefield Pro Wrestling (BPW), którą obsługuje jego spółka Afadomis Productions Inc..
W lutym 2024 na swoim profilu w serwisie Facebook ogłosił zamknięcie rodzinnej promocji wrestlingu World Xtreme Wrestling.

### Tytuły i osiągnięcia
- Belgian Wrestling School

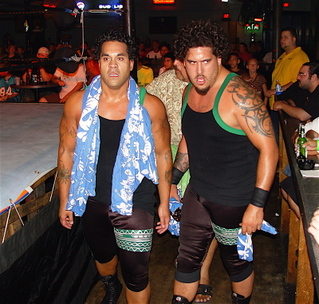
Tag team Samoan Fight Club w 2007 – Sonny Siaki (po lewej) i Afa Anoaʻi Jr. (z prawej).

  - BWS Heavyweight Championship (1 raz[17])
- Defiant Pro Wrestling
  - DPW Heavyweight Championship (1 raz)
- Florida Championship Wrestling
  - FCW Southern Heavyweight Championship (1 raz)
- Independent Superstars of Professional Wrestling
  - ISPW Light Heavyweight Championship (1 raz)
- Jersey Championship Wrestling
  - JCW Television Championship (1 raz)
- Pennsylvania Premiere Wrestling 
  - PPW Heavyweight Championship (1 raz)
  - PPW No Limits Championship (1 raz)
- Primal Conflict Wrestling
  - PCW Tag Team Championship (1 raz) – z Nui Tofiga
- Pro Wrestling Illustrated
  - Sklasyfikowany na 368. miejscu wśród 500 najlepszych wrestlerów w zestawieniu PWI 500 w 2008 roku.
  - Sklasyfikowany na 157. miejscu wśród 500 najlepszych wrestlerów w zestawieniu PWI 500 w 2009 roku.
- Regional Championship Wrestling
  - RCW Tag Team Championship (1 raz) – z Robem Noxiousem
- World Wrestling Council
  - WWC World Tag Team Championship (3 razy) – z L.A. Smoothem
- World Wrestling Professionals
  - WWP World Tag Team Championship (1 raz) – z L.A. Smoothem
- World Xtreme Wrestling
  - WXW Cruiserweight Championship (2 razy)
  - WXW Hardcore Championship (3 razy)
  - WXW Heavyweight Championship (1 raz)
  - WXW Tag Team Championship (3 razy) – z Luciferem Grimem (1 raz), L.A. Smoothem (1 raz) i Seanem Maluta (1 raz)
  - WXW Television Championship (1 raz)
  - WXW Ultimate Heavyweight Championship (2 razy)
  - Wild Samoan Tag Team Tournament (2017) – z Seanem Maluta
- Outlaw Wrestling
  - Outlaw Wrestling Championship (1 raz)

## Życie prywatne
Jako członek rodziny Anoaʻi jest spokrewniony z takimi wrestlerami jak Roman Reigns, The Rock, The Usos, Yokozuna, Umaga i Rikishi. Posiada kilka samoańskich tatuaży na obu ramionach.
W sierpniu 2003 był zamieszanym w napad z bronią w ręku na sklep z biżuterią w Bethlehem Township w Pensylwanii - Afa Anoaʻi Jr. był kierowcą samochodu, który uciekł z miejsca przestępstwa. Wartość skradzionych dóbr (pieniędzy i biżuterii) wyceniono na kwotę 150 000 dolarów amerykańskich. Anoaʻi nie wniósł sprzeciwu wobec zarzutu polegającego na kradzieży mienia i został skazany na dwa lata więzienia w zawieszeniu.
Pod koniec września 2023 jego stan zdrowotny pogorszył się przez co był hospitalizowany.